# Xihu (köpinghuvudort i Kina, Xinjiang Uygur Zizhiqu, lat 44,53, long 84,63)
Xihu (kinesiska: 西湖, 西湖镇) är en köpinghuvudort i Kina. Den ligger i den autonoma regionen Xinjiang, i den nordvästra delen av landet, omkring 250 kilometer väster om regionhuvudstaden Ürümqi. Antalet invånare är 7 458. Befolkningen består av 3 579 kvinnor och 3 879 män. Barn under 15 år utgör 16,0 %, vuxna 15-64 år 74 %, och äldre över 65 år 8,0 %.
Runt Xihu är det glesbefolkat, med 14 invånare per kvadratkilometer. Närmaste större samhälle är Usu, 12,0 km söder om Xihu. Trakten runt Xihu består i huvudsak av gräsmarker.
Genomsnittlig årsnederbörd är 307 millimeter. Den regnigaste månaden är juli, med i genomsnitt 60 mm nederbörd, och den torraste är februari, med 10 mm nederbörd.